# Satubinha
Satubinha est une municipalité brésilienne située dans l'État du Maranhão.